# بول وايتهاوس
بول وايتهاوس (بالإنجليزية: Paul Whitehouse)‏ مواليد 20 مايو 1958 في ويلز، هو ممثل بريطاني بدأ مسيرته الفنية عام 1987. درس في مدرسة طب جامعة شرق أنغليا.

## روابط خارجية
- بول وايتهاوس على موقع IMDb (الإنجليزية)
- بول وايتهاوس على موقع ألو سيني (الفرنسية)
- بول وايتهاوس على موقع ميوزك برينز (الإنجليزية)
- بول وايتهاوس على موقع أول موفي (الإنجليزية)
- بول وايتهاوس على موقع قاعدة بيانات الأفلام السويدية (السويدية)
- بول وايتهاوس على موقع ديسكوغز (الإنجليزية)
- بول وايتهاوس على موقع قاعدة بيانات الفيلم (الإنجليزية)